# Gastroserica sulcata
Gastroserica sulcata är en skalbaggsart som beskrevs av Brenske 1897. Gastroserica sulcata ingår i släktet Gastroserica och familjen Melolonthidae. Inga underarter finns listade i Catalogue of Life.